# Velær konsonant
Velære konsonanter eller velarer udtales ved at tungeryggen trykkes mod den bløde gane. 
Velarisering markeres i IPA ved hjælp af [ˠ].